# Lina Nikolakopoulou
Evangelina (Lina) Nikolakopoúlou ( en griego Λίνα Νικολακοπούλου) es poetisa y una de las más importantes letristas en Grecia. Nació en Metana el 30 de junio de 1957 y estudió Ciencias Sociales y Políticas en la Universidad Panteion de Atenas. Allí conoció al compositor Stamatis Kraounakis, aportando la letra de varias canciones. 

## Canciones destacadas
| Compositor          | Título de la canción           | Intérprete            | Año (si se conoce) |
| ------------------- | ------------------------------ | --------------------- | ------------------ |
| Stamatis Kraounakis | Kykloforo ki oploforo          | Alkistis Protopsalti  | 1985               |
| Stamatis Kraounakis | Mama gernao                    | Tania Tsanaklidou     | 1980               |
| Ara Dinkjian        | Meno Ektos                     | Eleftheria Arvanitaki | 1991               |
| Thanos Mikroutsikos | Kratai chronia afti i kolognia | Haris Alexiou         | 1990               |
| Nikos Antypas       | Di Efchon                      | Haris Alexiou         | 1992               |
| Goran Bregovic      | Theos an einai (Si hay Dios)   | Haris Alexiou         | 1997               |

En 2007 publicó el álbum Dama Koupa para Dimitra Galani.

## Si hay un Dios (traducción al español)
Por la noche entras tu en mis sueños

como si vinieras a tu jardín 

y aunque mis alas han crecido 

no me voy de tu lado. 

Si hay un Dios 

miles de ángeles de blanco 

comparten ramas de olvido 

y de mi cuerpo, como estrellas, 

toman su aliento tus niños. 

Si hay un Dios, tu deberías arder en llamas 

y de mis lágrimas, beber fuego. 

No puedes, corazón, perdonar toda una vida 

Si hay un Dios y me quiere, 

Si hay un Dios y me quiere. 

Todos mis amigos están aquí desde hace años, 

viven en pareja y han construido sus casas, 

solo la mía continua todavía abierta, 

verdaderamente sin un techo. 

Si hay un Dios, tu deberías arder en llamas 

y de mis lágrimas, beber fuego. 

No puedes, corazón, perdonar toda una vida. 

Si hay un Dios y me quiere, 

Si hay un Dios y me quiere. 